# 李亨特
李亨特（18世纪？—1815年），清朝汉军正蓝旗人，李宏之孙，李奉翰的次子，祖孙三代都担任河道总督。
李亨特开始捐赀授布政司理问，历任云南迤西道、直隶永定河道、两任河东河道总督。嘉庆初年，参与用兵苗疆有功。后督理河道，屡被贬遣，先后发往伊犁、热河、黑龙江。嘉庆二十年在戍所去世。